# Topografická mapa

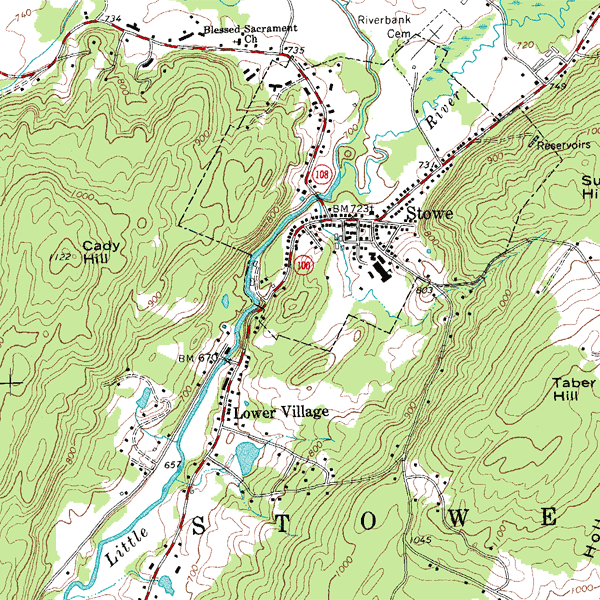
Topografická mapa s vrstevnicemi

Topografická mapa je jeden z typů map. Jde o mapy zpravidla velkého, případně pak středního měřítka (od 1 : 10 000 do 1 : 200 000), které znázorňují výškopis, polohopis a popis. Výškopis je znázorněn pomocí vrstevnic a kótovaných bodů. Polohopis je znázorněn pomocí bodových, liniových či plošných objektů a zahrnuje jak prvky přírodní (zejména prvky reliéfu, říční síť a krajinný pokryv) tak socio-geografické sféry (budovy a zastavěná území, dopravní cesty, administrativní členění apod.) Detailnost mapového obsahu je závislá na měřítku mapy. Topografické mapy vznikají při topografických průzkumech a bývají z nich odvozovány další typy map. Topografické mapy bývají pořizovány v úhlojevném zobrazení a vzhledem k malé velikosti oblasti, kterou topografická mapa pokrývá, bývá i zkreslení ploch a délek relativně malé. Jsou tudíž vhodné k měření na mapách.